# Contea di Yazoo
La contea di Yazoo ( in inglese Yazoo County ) è una contea dello Stato del Mississippi, negli Stati Uniti. La popolazione al censimento del 2000 era di 28 149 abitanti. Il capoluogo di contea è Yazoo City.